# Rasno (Prijepolje)
Rasno (Servisch cyrillisch Расно) is een plaats in de Servische gemeente Prijepolje. De plaats telt 410 inwoners (2002). 
cd s c ds  csew   s ew cds  ewopc x sdew c d s ew cd s ew c dnsme w cd s ccd s dm xs ew c mds e w cmds few mc sewm  cds mf ew cmds emw  cmds ew cd sm ewm cd s emwcds  cdsm ew  cdsm 